# Асър
 Тази статия е за турския вестник.  За уелския духовник вижте Асър Шерборнски.  
„Асър“ (на османски турски: عصر; на турски: Asır, в превод „Ера“) е турски вестник, излизал в Солун, Османската империя от 1895 година и преместен в Измир, Турция през 1924 г.
Вестникът излиза в Солун 2 пъти в седмицата – в понеделник и четвъртък. Главен редактор е Фазлъ Неджип. Печата се в печатница „Хамидие“ в Солун. Във вестника работят двама души – Неджип бей и Ахмед Атъф.
След Гръцко-турската война в 1897 година вестникът започва да публикува патриотични статии. В 1908 година след Младотурската революция вестникът се преименува на „Йени Асър“ (Нов век). Подкрепя активно младотурците и е на практика техен орган. На 23 юли 1909 година излиза първият му цветен брой.
След като Солун попада в Гърция в 1913 година, вестникът продължава да излиза. През 1924 година се мести в Измир, след като солунските турци се изселват в Турция при обмена на население между Гърция и Турция.